# Dolmen du Puy-de-Crouël
Le dolmen du Puy-de-Crouël, appelé aussi menhir de la Sarre, est situé à Clermont-Ferrand dans le département du Puy-de-Dôme.

## Protection
L'édifice a fait l’objet d’un classement au titre des monuments historiques en 1965.

## Architecture
Du dolmen originel, il ne demeure qu'un orthostate orienté nord-ouest/sud-est, ce qui lui a valu d'être assimilé à tort à un menhir sous le nom de menhir de la Sarre. Cet unique bloc mesure 1,48 m de hauteur pour 1,52 m de largeur à la base, son épaisseur variant de 0,41 m à la base à 0,28 m au sommet.